# Championnat des îles Féroé de football 2003
Navigation
Saison précédente Saison suivante
La saison 2003 du Championnat des îles Féroé de football est la 62e édition de la première division féroïenne à poule unique, la 1. Deild. Les dix meilleurs clubs du pays jouent les uns contre les autres à deux reprises durant la saison, à domicile et à l'extérieur. En fin de saison, le dernier du classement est relégué et remplacé par le champion de 2. Deild, tandis que l'avant-dernier dispute un barrage de promotion-relégation face au vice-champion de deuxième division.
C'est le HB Tórshavn, tenant du titre, qui remporte le championnat en terminant en tête du classement cette saison ; le club de la capitale devance de quatre points le B36 Tórshavn – vainqueur de la Coupe des îles Féroé – et de six points le B68 Toftir. C'est le 17e titre de champion des îles Féroé de l'histoire du HB.

## Les 10 clubs participants
| - EB/Streymur - KÍ Klaksvík - B68 Toftir - GI Gota - NSI Runavik | - VB/Sumba Vagur - HB Tórshavn - Skala IF - FS Vagar - Promu de 2.Deild - B36 Tórshavn |

## Compétition

### Classement
Le barème de points servant à établir le classement est modifié à partir de cette saison. Il se décompose ainsi :
- Victoire : 3 points
- Match nul : 1 point
- Défaite : 0 point

| Rang | Équipe           | Pts | J  | G  | N | P  | Bp | Bc | Diff |
| ---- | ---------------- | --- | -- | -- | - | -- | -- | -- | ---- |
| 1    | HB Tórshavn (T)  | 41  | 18 | 12 | 5 | 1  | 41 | 17 | +24  |
| 2    | B36 Tórshavn (C) | 37  | 18 | 12 | 1 | 5  | 38 | 20 | +18  |
| 3    | B68 Toftir       | 35  | 18 | 10 | 5 | 3  | 26 | 15 | +11  |
| 4    | NSI Runavik      | 32  | 18 | 9  | 5 | 4  | 33 | 18 | +15  |
| 5    | KÍ Klaksvík      | 24  | 18 | 7  | 3 | 8  | 29 | 30 | -1   |
| 6    | EB/Streymur      | 24  | 18 | 6  | 6 | 6  | 33 | 36 | -3   |
| 7    | GI Gota          | 20  | 18 | 5  | 5 | 8  | 26 | 33 | -7   |
| 8    | VB Vagur         | 16  | 18 | 4  | 4 | 10 | 16 | 30 | -14  |
| 9    | Skala IF         | 12  | 18 | 4  | 0 | 14 | 16 | 39 | -23  |
| 10   | FS Vagar (P)     | 11  | 18 | 3  | 2 | 13 | 25 | 45 | -20  |

|  | Qualification pour la Ligue des champions 2004-2005                                              |
|  | Qualification pour la Coupe UEFA 2004-2005                                                       |
|  | Qualification pour la Coupe Intertoto 2004                                                       |
|  | Participation au barrage de promotion-relégation                                                 |
|  | Relégation en 2. Deild                                                                           |
|  | (T) Tenant du titre (C) Vainqueur de la Coupe des îles Féroé (P) Club promu de deuxième division |

### Matchs

#### Barrage de promotion-relégation
Le 9e de 1. Deild, le Skala IF, affronte le vice-champion de 2. Deild, le TB Tvoroyri, lors d'un barrage disputé sous forme de rencontres aller-retour, afin d'obtenir une place parmi l'élite pour la saison prochaine. Le Skala fait match nul à l'aller et remporte très facilement le retour (7-0) ; le club se maintient donc parmi l'élite.
| Équipe 1               | Résultat | Équipe 2            | Aller | Retour |
| ---------------------- | -------- | ------------------- | ----- | ------ |
| TB Tvoroyri (2. Deild) | 1 - 8    | Skala IF (1. Deild) | 1 - 1 | 0 - 7  |

## Bilan de la saison
| Championnat des îles Féroé de football 2003                 |                         |
| Champion                                                    | HB Tórshavn (17e titre) |
| Coupes et trophées                                          |                         |
| Vainqueur de la Coupe des îles Féroé 2003                   | B36 Tórshavn            |
| Qualifications continentales                                |                         |
| Ligue des champions 2004-2005 Premier tour de qualification | HB Tórshavn             |
| Coupe UEFA 2004-2005 Tour préliminaire                      | B36 Tórshavn            |
| Coupe UEFA 2004-2005 Tour préliminaire                      | B68 Toftir              |
| Coupe Intertoto 2004 Premier tour                           | NSI Runavik             |
| Promotions et relégations                                   |                         |
| Promus en 1. Deild                                          | IF Fuglafjordur         |
| Relégués en 2. Deild                                        | FS Vagar                |